# Matt Bell
Matthew Bell, född den 5 november 1989 i Newcastle-upon-Tyne är en brittisk racerförare.